# COVID-19-Pandemie in Kuwait
Die COVID-19-Pandemie in Kuwait tritt als regionales Teilgeschehen des weltweiten Ausbruchs der Atemwegserkrankung COVID-19 auf und beruht auf Infektionen mit dem Ende 2019 neu aufgetretenen Virus SARS-CoV-2 aus der Familie der Coronaviren. Die COVID-19-Pandemie breitet sich seit Dezember 2019 von China ausgehend aus. Ab dem 11. März 2020 stufte die Weltgesundheitsorganisation (WHO) das Ausbruchsgeschehen des neuartigen Coronavirus als Pandemie ein.

## Verlauf
Am 24. Februar 2020 wurden die ersten COVID-19-Fälle in Kuwait bestätigt. In den WHO-Situationsberichten tauchten die ersten drei Fälle aus Kuwait erstmals am 24. Februar 2020 auf. Bis Anfang März waren es 50, Mitte März 100 und Anfang April 500. Bereits Mitte April verdoppelte sich die Zahl auf 1.000, Anfang Mai waren es 5.000, Mitte Mai 10.000, Anfang Juli 50.000 und Ende September 100.000 gemeldete Infektionen. Bis Mitte Mai starben 100, bis Anfang August 500 Menschen mit Covid-19-Befund, Ende Oktober waren es 750 Todesfälle.
Am 10. Mai 2020 starb der somalische Diplomat Abdikani Mohamed Wa’ays in Kuwait.

## Statistik
Die Fallzahlen entwickelten sich während der COVID-19-Pandemie in Kuwait wie folgt:

### Infektionen

Bestätigte Infizierte in Kuwait nach Daten der WHO. Oben kumuliert, unten Tageswerte

### Todesfälle

Bestätigte Todesfälle in Kuwait nach Daten der WHO. Oben kumuliert, unten Tageswerte